# Алабель
Алабель — муниципалитет 1 класса в провинции Сарангани регион — СОККСКСАРХЕН (Region XII) на Филиппинах, который является административным центром провинции. Согласно последней переписи, численность населения в нём — 71 872 жителя и 12 312 хозяйств.
Координаты — 6гр05′СШ и 125гр17′EВД.

## Хозяйство
Алабель имеет хорошую базу для развития сельского хозяйства. Основными продуктами являются кокосы, а также маис, сахар, бананы, хлопок, ананасы, манго. В животноводстве производятся свинина, яйца, мясо, рыба.
В провинции действует высокоурбанизированный порт Хенераль-Сантос.
Центр провинции хорошо оснащен транспортом и различной современной техникой.
Мэр — Корасон С. Графило

## Барангаи
Алабель делиться на 12 барангайов.
- Алегриа
- Багасай
- Балунтай
- Датал Анггас
- Домолок
- Kавас
- Марибулан
- Паг-Аса
- Палайсо
- Побласион (Алабель)
- Спринг
- Токавал